# Filipijnse verkiezingen 1953
De Filipijnse verkiezingen van 1953 vonden plaats op 10 november 1953. Er werden op deze dag in de Filipijnen zowel op landelijke als op lokaal niveau verkiezingen gehouden. Landelijk konden de ruim 5,6 miljoen stemgerechtigden kiezen voor de president en vicepresident, alle afgevaardigden van het Huis van Afgevaardigden en een kwart van de senatoren in de Senaat. De presidentsverkiezingen werden gewonnen door voormalig minister van defensie Ramon Magsaysay, die zittend president Elpidio Quirino versloeg met 68,9% van de stemmen. Het vicepresidentschap werd gewonnen door Carlos Garcia. Ramon Magsaysay was door zijn verkiezing de eerste gekozen president die geen senator was.

## Presidentsverkiezingen
Het tellen van de stemmen door het Filipijns Congres resulteerde in de volgende uitslag:
| Presidentsverkiezingen 1953         | Presidentsverkiezingen 1953         | Presidentsverkiezingen 1953         | Presidentsverkiezingen 1953 | Presidentsverkiezingen 1953 |
| Kandidaat                           | Partij                              | Partij                              | Resultaten                  | Resultaten                  |
| Kandidaat                           | Partij                              | Partij                              | Stemmen                     | %                           |
| ----------------------------------- | ----------------------------------- | ----------------------------------- | --------------------------- | --------------------------- |
| Ramon Magsaysay                     |                                     | Nacionalista                        | 2.912.992                   | 68,90%                      |
| Elpidio Quirino                     |                                     | Liberal                             | 1.313.991                   | 31,08%                      |
| Gaudencio Bueno                     |                                     | Onafhankelijk                       | 736                         | 0,02%                       |
| Aantal uitgebrachte geldige stemmen | Aantal uitgebrachte geldige stemmen | Aantal uitgebrachte geldige stemmen | 4.227.719                   | 97,7%                       |
| Aantal stemmen                      | Aantal stemmen                      | Aantal stemmen                      | 4.326.706                   | 77,2%                       |
| Registreerde stemmers               | Registreerde stemmers               | Registreerde stemmers               | 5.603.231                   | 100,00%                     |

## Vicepresidentsverkiezingen
Het tellen van de stemmen door het Filipijns Congres resulteerde in de volgende uitslag:
| Vicepresidentsverkiezingen 1953     | Vicepresidentsverkiezingen 1953     | Vicepresidentsverkiezingen 1953     | Vicepresidentsverkiezingen 1953 | Vicepresidentsverkiezingen 1953 |
| Kandidaat                           | Partij                              | Partij                              | Resultaten                      | Resultaten                      |
| Kandidaat                           | Partij                              | Partij                              | Stemmen                         | %                               |
| ----------------------------------- | ----------------------------------- | ----------------------------------- | ------------------------------- | ------------------------------- |
| Carlos Garcia                       |                                     | Nacionalista                        | 2.515.265                       | 62,90%                          |
| Jose Yulo                           |                                     | Liberal                             | 1.483.802                       | 37,10%                          |
| Aantal uitgebrachte geldige stemmen | Aantal uitgebrachte geldige stemmen | Aantal uitgebrachte geldige stemmen | 3.999.067                       | 92,4%                           |
| Aantal stemmen                      | Aantal stemmen                      | Aantal stemmen                      | 4.326.706                       | 77,2%                           |
| Registreerde stemmers               | Registreerde stemmers               | Registreerde stemmers               | 5.603.231                       | 100,00%                         |

#### Senaatsverkiezingen
| Senaatsverkiezingen 1953 | Senaatsverkiezingen 1953 | Senaatsverkiezingen 1953 | Senaatsverkiezingen 1953 | Senaatsverkiezingen 1953 |
| Kandidaat                | Partij                   | Partij                   | Resultaten               | Resultaten               |
| Kandidaat                | Partij                   | Partij                   | Stemmen                  | %                        |
| ------------------------ | ------------------------ | ------------------------ | ------------------------ | ------------------------ |
| Fernando Lopez           |                          | Partido Democrata        | 2.272.642                | 52,5%                    |
| Lorenzo Tañada           |                          | Citizens'                | 2.156.717                | 49,8%                    |
| Eulogio Rodriguez        |                          | Nacionalista             | 2.071.844                | 47,9%                    |
| Emmanuel Pelaez          |                          | Nacionalista             | 2.010.128                | 46,5%                    |
| Edmundo Cea              |                          | Nacionalista             | 1.961.705                | 45,3%                    |
| Mariano Cuenco           |                          | Nacionalista             | 1.853.247                | 42,8%                    |
| Alejo Mabanag            |                          | Nacionalista             | 1.846.190                | 42,7%                    |
| Ruperto Kangleon         |                          | Partido Democrata        | 1.521.012                | 35,2%                    |
| Geronima Pecson          |                          | Liberal                  | 1.349.163                | 31,2%                    |
| Camilo Osías             |                          | Liberal                  | 1.324.567                | 30,6%                    |
| Jose Figueroa            |                          | Liberal                  | 1.194.952                | 27,6%                    |
| Vicente Madrigal         |                          | Liberal                  | 1.155.577                | 26,7%                    |
| Jose Avelino             |                          | Liberal                  | 1.012.599                | 23,4%                    |
| Jacinto Borja            |                          | Liberal                  | 968.841                  | 22,4%                    |
| Salipada Pendatun        |                          | Liberal                  | 945.755                  | 21,9%                    |
| Pablo David              |                          | Liberal                  | 909.790                  | 21,0%                    |
| Felisberto Verano        |                          | Nacionalista             | 59.782                   | 1,4%                     |
| Jose Maria Veloso        |                          | Nacionalista             | 10.270                   | 0,2%                     |
| Alfredo Abcede           |                          | Federal Party            | 5.365                    | 0,1%                     |
| Concepcion Lim de Planas |                          | Onafhankelijk            | 4.439                    | 0,1%                     |
| Aantal stemmen / opkomst | Aantal stemmen / opkomst | Aantal stemmen / opkomst | 4.326.706                | 77,2%                    |
| Registreerde stemmers    | Registreerde stemmers    | Registreerde stemmers    | 5.603.231                | 100,00%                  |